# رود لیفی
رود لیفی (به انگلیسی: River Liffey) رودی در کشور ایرلند است و به دریای ایرلند می‌ریزد. دوبلین در نزدیکی میانه‌های خط ساحلی شرقی ایرلند و در کرانهٔ رود لیفی واقع شده‌است. این رودخانه از میان این شهر عبور و آن را به دو بخش جنوبی و شمالی تقسیم کرده‌است.